# 呉洪錫
呉 洪錫（オ・ホンソク、朝鮮語: 오홍석/吳洪錫、1927年12月12日 - 2008年9月10日）は、大韓民国の政治家。第8・10・11代韓国国会議員。
本貫は海州呉氏。号は能谷（ヌンゴク、능곡）。キリスト教徒。

## 経歴
日本統治時代の京畿道江華郡（現・仁川広域市江華郡）出身。江華国民学校（現・江華初等学校）、陰城中学校を経て高麗大学校を3年修了、慶南大学校（海印大学）政治科卒業。大学生時代は全国学生総連盟組織局長を務め、その後民主党の創設にも創党準備委員、京畿道党副委員長という形で関わっている。新民党総務局長・京畿道党副委員長・地方自治法促進闘争委員会京畿道支部長、国会朝餐祈祷会副会長、民韓党中央常務委員会議長・党憲基礎委員長、韓ガボン議員親善協会会長、自由民主民族会議共同議長などを務めた。
2008年に81歳で死去した。